# Into the Genuine
Into the Genuine è un cortometraggio muto del 1912 diretto da Lem B. Parker. Prodotto dalla Selig Polyscope Company su un soggetto di K.D. Langle, il film aveva come interpreti Carl Winterhoff, Winifred Greenwood, Adrienne Kroell.

## Trama
Persa la sua fortuna, il giovane broker Bob Manners lascia la città per cercare di rifarsi nella corsa all'oro del Klondike, chiedendo alla fidanzata Margery Blackburn di aspettare il suo ritorno. I Blackburn, tuttavia, che hanno spinto la ragazza a conquistare Bob solo per interesse, venendo a conoscenza delle disgrazie finanziarie del giovane broker, dichiarano che ormai il suo matrimonio con Margery è impossibile.

Arrivato nello Yukon, Bob non ha fortuna nella ricerca dell'oro. Anzi. Solo e ormai senza viveri, cade in preda alla fame che gli provoca un delirio che lo induce a credere di avere trovato il tanto sospirato oro. Nellie Morgan, la figlia di un cacciatore, trova il cercatore incosciente che giace accanto a un ruscello, un pezzo di roccia senza valore stretto nella mano. La ragazza si prende cura del giovane malconcio che, grazie alle sue cure, guarisce.

I due finiscono per innamorarsi e la fortuna, per Bob, sembra girare. Insieme a Hank, il cacciatore, riesce finalmente a realizzare il suo sogno, trovando una ricca miniera d'oro.

Ritornato a New York per visitare la madre malata, Bob rivede Margery che, avendo saputo della sua fortuna, ora cerca di riconquistarlo. Ma Bob, pur essendo gentile con lei, si sottrae ai suoi incantamenti, scegliendo di restare fedele al genuino amore di Nellie.

## Produzione
Il film fu prodotto dalla Selig Polyscope Company.

## Distribuzione
Distribuito dalla General Film Company, il film - un cortometraggio di una bobina - uscì nelle sale cinematografiche statunitensi il 19 settembre 1912.